# Petrus Petri

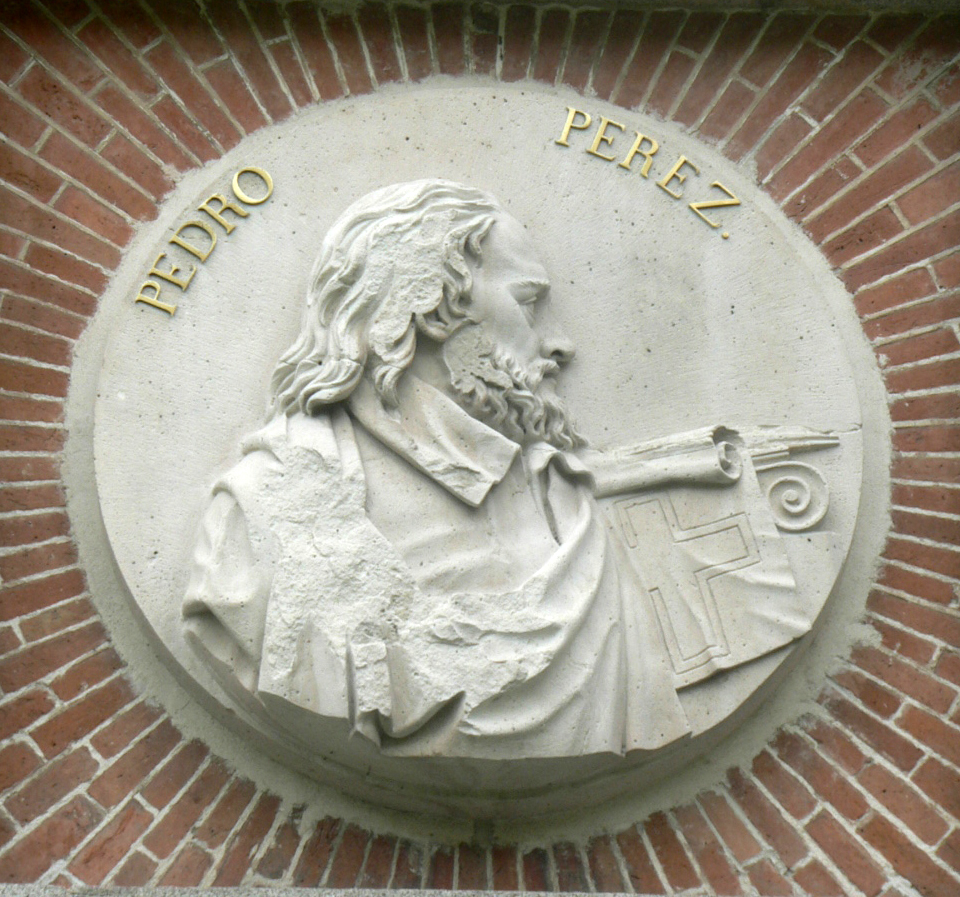
Medallón de Petrus Petri. Museo del Prado, Madrid

Petrus Petri (o Pedro Pérez) fue un maestro arquitecto del siglo XIII que trabajó en las obras de la Catedral de Toledo, según el testimonio existente en la propia catedral, grabado sobre una lápida fácil de ver, que lleva la siguiente leyenda:

«Petrus Petri, fallecido en 1291, maestro de la iglesia de Santa María de Toledo, cuya fama cundió por sus buenos ejemplos y costumbres, el cual construyó este templo y aquí descansa, pues quien tan admirable edificio hizo, no sentirá la cólera de Dios»

Durante siglos se tuvo como cierto que Petrus Petri había sido el primer maestro arquitecto de la catedral, hasta que a mediados del siglo XX, el obispo de Ciudad Real investigó a fondo en este tema y sacó a la luz una serie de documentos que vinieron a demostrar la existencia de un primer maestro anterior a Petrus Petri llamado maestro Martín. Los estudios realizados después de este hallazgo indican que el maestro Martín sería el autor de las capillas de las girolas y que al desaparecer por muerte o por ausencia tomó el peso de la dirección de las obras el maestro Petrus que terminó dichas girolas y construyó los triforios al estilo toledano.
Se sabe que Petrus Petri también trabajó en las obras de la Catedral Vieja de Salamanca, tal y como menciona el Archivo de la Catedral de dicha ciudad, donde también participaron los siguientes maestros: Florín de Pituenga, Casandro Romano, Alvar García, Pedro de la Obra, Juan el Pedrero, Sancho Pedro o Juan Franco.